# Sybra decemmaculata
Sybra decemmaculata là một loài bọ cánh cứng trong họ Cerambycidae.